# Ziguy Badibanga
Ziguy Badibanga (Evere, 26 november 1991) is een Belgische voetballer van Congolese origine die als aanvaller speelt.

## Carrière
Badibanga begon met voetballen bij RSD Jette. Toen hij negen jaar oud was werd hij opgemerkt door RSC Anderlecht. Hij verkaste naar Anderlecht en doorliep er alle jeugdreeksen. In 2009 was er even sprake van een overgang naar Sporting Braga. Badibanga speelde toen met o.a. zijn gewezen ploegmaat van Anderlecht, Andréa Mbuyi-Mutombo, een oefenwedstrijd met het nationale beloftenelftal van Congo. De tegenstander was Braga, dat na afloop onder de indruk was van de prestaties van zowel Badibanga als Mutombo. Uiteindelijk vond er geen transfer naar de Portugese club plaats. Badibanga bleef in Anderlecht en groeide uit tot een belangrijke speler in het beloftenelftal van paars-wit.
Tijdens het seizoen 2009/10 kreeg Badibanga bij Anderlecht een profcontract. Vanaf dan haalde hij onder trainer Ariël Jacobs ook enkele keren de selectie. Op 30 april 2010 maakte Badibanga zijn debuut op het hoogste niveau. In de uitwedstrijd tegen SV Zulte-Waregem viel de jonge flankaanvaller in voor Thomas Chatelle. In de uitwedstrijd tegen KV Kortrijk mocht hij in de 74e minuut opnieuw invallen voor Chatelle en speelde zich danig in de kijker: in de 83e minuut kreeg hij geel voor een lichte overtreding op Laurent Ciman, scoorde een minuut later de belangrijke 1-3 en kreeg nog eens twee minuten later rood voor opnieuw een overtreding op Ciman. Op 18 augustus 2010 maakte hij zijn Europese debuut. Badibanga mocht in de laatste voorronde van de UEFA Champions League invallen voor Jan Polák tijdens de uitwedstrijd tegen Partizan Belgrado.
Op 30 augustus 2011 raakte bekend dat Badibanga naar De Graafschap zou verhuizen. De jonge Belg zou voor één jaar zonder aankoopoptie uitgeleend worden. De uitleenbeurt ging in extremis niet door. In januari 2012 ging Badibanga alsnog op huurbasis naar De Graafschap. Enkele maanden later werd hij door trainer Richard Roelofsen uit de spelerskern gezet wegens een gebrek aan inzet.
Op 31 augustus 2012 raakte bekend dat Badibanga naar Sporting Charleroi zou verhuizen. De jonge Belg wordt voor één jaar uitgeleend. 
In zijn eerste wedstrijd voor Charleroi scoorde hij de 1-3 tegen RAEC Mons in een wedstrijd die de Carolo's uiteindelijk met 2-3 wonnen. Badibanga maakte na afloop van zijn uitleenbeurt bij Charleroi de overstap naar Ergotelis, een Griekse ploeg die net gepromoveerd was. Hij wist er een vaste stek in de basis te veroveren en speelde in 2013 nog 17 matches waar hij viermaal tot scoren kwam. Na zijn avontuur bij Ergotelis vertrok Badibanga, met een vrije transfer, naar Asteras Triplos voor het seizoen 2014-2015.
Hij verruilde in april 2019 het Moldavische Sheriff Tiraspol voor Ordabası FK Şımkent in Kazachstan. In april 2021 ging hij naar Sjachtjor Karaganda.

## Statistieken
| Seizoen | Club                      |                      | Competitie         | Competitie | Competitie | Supercup | Supercup | Beker | Beker | Europa | Europa | Totaal | Totaal |
| Seizoen | Club                      | Wed.                 | Competitie         | Dlp.       | Wed.       | Dlp.     | Wed.     | Dlp.  | Wed.  | Dlp.   | Wed.   | Dlp.   |        |
| ------- | ------------------------- | -------------------- | ------------------ | ---------- | ---------- | -------- | -------- | ----- | ----- | ------ | ------ | ------ | ------ |
| 2009/10 | RSC Anderlecht            | Vlag van België      | Eerste Klasse      | 2          | 1          | —        | —        | 0     | 0     | 0      | 0      | 2      | 1      |
| 2010/11 | RSC Anderlecht            | Vlag van België      | Eerste Klasse      | 14         | 1          | 0        | 0        | 2     | 0     | 3      | 0      | 19     | 1      |
| 2011/12 | RSC Anderlecht            | Vlag van België      | Eerste Klasse      | 3          | 0          | —        | —        | 0     | 0     | 2      | 0      | 5      | 0      |
| 2011/12 | De Graafschap (huur)      | Vlag van Nederland   | Eredivisie         | 4          | 0          | —        | —        | —     | —     | —      | —      | 4      | 0      |
| 2012/13 | Sporting Charleroi (huur) | Vlag van België      | Jupiler Pro League | 14         | 3          | —        | —        | 1     | 1     | —      | —      | 15     | 4      |
| 2013/14 | Ergotelis                 | Vlag van Griekenland | Super League       | 27         | 6          | —        | —        | 0     | 0     | —      | —      | 0      | 0      |
| TOTAAL  | TOTAAL                    | TOTAAL               | TOTAAL             | 37         | 3          | 0        | 0        | 3     | 1     | 5      | 0      | 45     | 6      |